# Michel Gaubert
Pour les articles homonymes, voir Gaubert.
Michel Gaubert est illustrateur sonore pour des défilés de mode. Sa carrière débute dans les années 1980.

## Biographie
Il est né au début des années 1960. Sa mère tenait plusieurs librairies. La musique est omniprésente dès son enfance. 
Il commence sa carrière professionnelle rue de la Montagne-Sainte-Geneviève, chez le disquaire Givaudan boulevard Saint-Germain puis, comme acheteur chez Champs Disques, magasin des Champs-Élysées pour lequel il parcourt divers pays du monde à la recherche de disques. Quelques années après, il devient disc jockey au Sept puis au sous-sol du Palace « à mi-temps avec Henri Flesh », lieu parisien fréquenté par les personnalités de la mode. Il déclare qu'il réalisait déjà l'ambiance sonore d'événements ou de happenings qui y étaient organisés et que des créateurs l'ont sollicité pour la musique de leur défilé. Dans les années 1990 débute sa longue collaboration avec Karl Lagerfeld dont il est l'ami,, d'abord pour sa marque, puis pour Chanel et Fendi.
Les illustrateurs sonores sont peu nombreux à travailler dans la mode bien que la musique soit importante dans l'industrie de la mode et que, selon L'Obs, Gaubert vise comme d'autres professionnels à « faire du défilé une expérience sonore et visuelle totale » ; il déclare avoir « toujours travaillé la musique comme une image ». Responsable de la bande son du défilé ne consiste pas seulement dans une sélection, mais également dans une transformation des titres sélectionnées. Son métier doit savoir mélanger sa propre culture musicale avec une connaissance de la mode, une capacité d'adaptation aux désidératas des stylistes, une compréhension des tendances de la collection, ainsi que l'histoire de la marque. Michel Gaubert précise qu'« il faut qu’une collaboration s’installe avec le directeur artistique pour que l’exercice devienne intéressant » et qu'une confiance mutuelle s'établisse. Les entreprises lui sont fidèles, plus qu'à un style de musique. Éclectique, devenu la référence de ce domaine d'activité, il passe facilement de la musique classique à la musique électronique.
Il travaille pour Chanel, mais également Jil Sander, Sacai, Céline ou Valentino, en tout une trentaine d'autres marques et réalise également une trentaine de shows par an de par le monde, même s'il souligne que Paris reste la ville la plus innovante en matière musicale pour ses défilés. Pour la présentation de la collection Fendi sur la Grande muraille de Chine en 2007, il réalise l’habillage sonore. Trois ans plus tard, il prend la direction d'un orchestre de 80 personnes pour Chanel. En parallèle des multiples défilés, il crée les compilations pour le concept store colette et d'autres avec son compère Alexandre de Betak. Il est très actif sur son compte Instagram,, application majeure dans la mode, réalisant parfois de petits films de lui et d'une marionnette à son effigie, « Petit Michel ».